# Lisboa Belém Open 2018
Il Lisboa Belém Open 2018 è stato un torneo maschile tennis professionistico. È stata la 2ª edizione del torneo, facente parte della categoria Challenger 80 nell'ambito dell'ATP Challenger Tour 2018, con un montepremi di 43 000€+H. Si è svolto dal 14 al 20 giugno 2018 sui campi in terra rossa del Club Internacional de Foot-ball di Lisbona, in Portogallo.

## Partecipanti

### Teste di serie
| Nazionalità | Giocatore       | Testa di serie |
| ----------- | --------------- | -------------- |
| Giappone    | Taro Daniel     | 1              |
| Australia   | Alex De Minaur  | 2              |
| Portogallo  | Pedro Sousa     | 4              |
| El Salvador | Marcelo Arévalo | 5              |
| Austria     | Sebastian Ofner | 6              |
| Regno Unito | Liam Broady     | 7              |
| Spagna      | Juame Munar     | 8              |

### Altri partecipanti
I seguenti giocatori hanno ricevuto una wild card per il tabellone principale:
- Joao Monteiro
- Frederico Gil
- Tiago Cacao

I seguenti giocatori sono passati dalle qualificazioni:
- Edoardo Eremin
- Juan Pablo Ficovich
- Joris De Loore
- Alejandro Davidovich Fokina

## Campioni

### Singolare
Tommy Robredo ha sconfitto in finale  Cristian Garín con il punteggio di 3–6, 6–3, 6–2.

### Doppio
Marcelo Arévalo /  Miguel Ángel Reyes Varela hanno sconfitto in finale  Tomasz Bednarek /  Hunter Reese con il punteggio di 6–3, 3–6, [10–1].